# Journée nationale du mouvement des femmes en Haïti
La Journée nationale du mouvement des femmes en Haïti, célébrée chaque année le 3 avril, commémore la première grande marche féministe organisée en 1986 pour réclamer les droits des femmes et l’égalité des sexes dans le pays. Cette journée est un moment de réflexion et d’action pour les organisations féminines et les militantes engagées dans la lutte pour l’émancipation des femmes en Haïti.

## Origines et contexte historique
Le 3 avril 1986, quelques mois après la chute de la dictature des Duvalier, 30 000 femmes ont marché dans les rues de Port-au-Prince pour dénoncer les violences, les discriminations et l'exclusion des femmes dans la société haïtienne. Cet événement marque un tournant dans l’histoire du mouvement féministe haïtien et a conduit à la mise en place de plusieurs initiatives en faveur des droits des femmes, notamment l’adoption de lois visant à lutter contre les inégalités.

## Célébrations
Chaque année, des organisations féminines et des institutions gouvernementales organisent des conférences, des débats et des campagnes de sensibilisation sur les droits des femmes en Haïti. Cette journée permet également de rappeler les avancées obtenues tout en soulignant les défis persistants dans la lutte pour l’égalité des sexes et l’inclusion des femmes dans les sphères politiques et économiques du pays.
La Journée nationale du mouvement des femmes en Haïti a contribué à renforcer la mobilisation des organisations féminines et à favoriser l’adoption de politiques publiques en faveur des femmes. Toutefois, les militantes soulignent que des efforts supplémentaires sont nécessaires pour garantir une véritable égalité entre les sexes et une meilleure protection des droits des femmes en Haïti.
Le communiqué de presse de la "Société Nationale de la Croix-Rouge Haïtienne" en 2016 rappelait l'importance de cette journée pour renforcer la solidarité entre les femmes haïtiennes et promouvoir des actions collectives pour une société plus équitable. Il appelait également à une meilleure implication des autorités publiques et des partenaires internationaux pour garantir l'effectivité des droits des femmes en Haïti.

## Impact du mouvement
Depuis 1986, les organisations féministes haïtiennes ont obtenu plusieurs avancées:
- La création du Ministère à la Condition féminine et aux Droits des femmes (MCFDF) en 1994[2].
- La ratification par Haïti de la Convention de Belém do Pará (1994) et sa participation à la Conférence de Beijing (1995).
- L'organisation du Tribunal international symbolique contre la violence à l'égard des femmes en 1997.
- L'adoption du décret de 2005 criminalisant le viol.
- L'établissement d'un quota de 30% de femmes aux postes électoraux en 2006.
- La reconnaissance par l'ONU des violences sexuelles perpétrées par des soldats de la Mission des Nations Unies pour la stabilisation en Haïti.
- L'adoption en 2014 de la Loi sur la paternité, la maternité et la filiation garantissant l'égalité des filiations.
- L'élaboration d'une politique d'égalité femmes-hommes pour la période 2014-2034[1].